# Петербургская топливная компания
Петербургская топливная компания (ПТК) — упразднённая российская компания, один из трейдеров рынка оптовой и розничной продажи нефтепродуктов в Санкт-Петербурге и Ленинградской области. Основная компания — ООО «ПТК». Штаб-квартира компании располагалась в Санкт-Петербурге.

## История

### Становление компании
13 сентября 1994 года состоялось первое общее собрание акционеров компании, на котором был избран первый совет директоров компании в составе: Д. Н. Филиппов, Н. Е. Аксёненко, Е. В. Зубарев, А. П. Кокарев, С. Н. Никифоров, Г. Г. Макаров, Д. В. Сергеев и другие. Председателем совета директоров был избран Филиппов Д. Н. В этот же день был назначен генеральный директор, которым стал Г. Г. Макаров. 21 сентября решением Регистрационной палаты мэрии Санкт-Петербурга зарегистрировано АОЗТ «Петербургская топливная компания», учредителями которого выступили (у каждого в равных долях по 4,76 %):
- Комитет по управлению городским имуществом администрации Санкт-Петербурга
- Ленинградский областной комитет по управлению гос. имуществом
- АООТ «Балтийское морское пароходство»
- АООТ «Северо-Западное пароходство»
- Управление Октябрьской железной дороги
- АООТ «Морской порт Санкт-Петербург»
- Авиационное предприятие «Пулково»
- ОАО АКБ «Петербургский нефтяной банк»
- ОАО «Акционерный банк „Россия“»
- АООТ «Леннефтепродукт»
- АООТ «Красный нефтяник»
- АООТ «Завод „Красный химик“»
- АООТ «Нефтебаза Ручьи»
- АООТ «Нефто-Комби»
- АООТ «Петербургтранснефтепродукт»
- АООТ «Русь»
- ТОО «Информационно-юридическое бюро „Петер“»
- СП «Евросиб Санкт-Петербург»
- АООТ «Петролиум»
- Государственная научно-производственная коммерческая фирма «ВНИТИ»
- АОЗТ «Петронефтесерсвис»

В ноябре 1994 года подписан долгосрочный договор аренды нефтебазы «Ручьи». 27 декабря для развития деятельности в области хранения нефтепродуктов и их розничной реализации было принято решение об учреждении филиалов компании «Ручьи», «Выборгский», «Сервис», «Нефтяник». Также принято решение о строительстве 12 автозаправочных станций. До этого момента компания занималась исключительно оптовой торговлей нефтепродуктами.
20 января 1995 года между Правительством Санкт-Петербурга и АОЗТ «Петербургская топливная компания» было подписано соглашение, согласно которому компания приняла на себя обязательства по обеспечению нефтепродуктами предприятий городского хозяйства. Через год ПТК начала заправлять топливом весь муниципальный транспорт — машины «Скорой помощи», ГУВД, «Спецтранса», автобазы городского правительства, «Хлебтранса» и другие. В этом же соглашении впервые был поднят вопрос о необходимости разработки программы развития сети автозаправочных станций в городе. В феврале 1995 года арендованы первые четыре автозаправочные станции (наб. р. Фонтанки, 156 (№ 10), Октябрьская наб., 112/276 (№ 82), ул. Славянская, 40 (№ 75), ул. Запорожская, 33 (№ 89). 15 марта 1995 года соответствующим распоряжением мэрия Санкт-Петербурга уполномочила АОЗТ «Петербургская топливная компания» осуществлять снабжение нефтепродуктами предприятия городского хозяйства, обеспечивать хранение городского резерва и мобилизационного запаса нефтепродуктов.
В это же время арендуются ещё 3 АЗС (Разлив, Ленинградское ш., 18, (№ 27), г. Пушкин, ул. Новодеревенская, 14, (№ 36), Пискаревский пр., 42 (№ 42)). Заключаются первые договоры со всеми автохозяйствами ГУВД. Подписываются соглашения о сотрудничестве со всеми районными администрациями города и близлежащими к городу областными администрациями.
На основании временного разрешения мэрии Санкт-Петербурга для обеспечения бюджетных предприятий ПТК введены первые в городе талоны в частной сети АЗС со сроком действия 1 месяц. 27 марта 1995 года распоряжением мэрии Санкт-Петербурга № 292-р в целях устойчивого обеспечения городского автомобильного топлива бензином и дизельным топливом компании поручается приобрести и хранить городской резерв автомобильного топлива. 4 апреля 1995 года на заседании совета директоров Петербургской топливной компании было принято решение об учреждении ЗАО «Петербургский нефтяной терминал».
В 1995 году Петербургской топливной компанией была создана система безналичных расчетов за нефтепродукты с помощью пластиковых смарт-карт. Эмитировано свыше 30 000 топливных карт. Они принимались к оплате на АЗС Санкт-Петербурга и его ближайших пригородов, а также в городах Выборг, Тверь, Новгород и Псков и других.
7 мая 1996 года вышло распоряжение мэрии Санкт-Петербурга № 491-р «О разработке перспективной схемы развития сети АЗС в Санкт-Петербурге», согласно которому Петербургская топливная компания выступала инвестором её разработки. Этим же распоряжением было приостановлено предоставление земельных участков для размещения контейнерных и передвижных АЗС.

### Укрепление позиций на топливном рынке
5 декабря 1997 года на заседании совета директоров было принято решение об учреждении на базе «Дирекции розничной торговли» уже теперь ЗАО «Петербургская
топливная компания» ООО «ПТК-Сервис», которое стало вести деятельность по эксплуатации сети из 15 АЗС. 1998 год можно назвать вторым крупным этапом развития компании, так как именно в этот период произошло объединение более 30 городских компаний топливного профиля для создания топливной структуры холдингового типа с самостоятельным обеспечением полного цикла движения нефтепродуктов от нефтеперерабатывающих заводов до бензобака автомобиля.
24 марта 1998 года компания открывает склад временного хранения на нефтебазе «Ручьи».

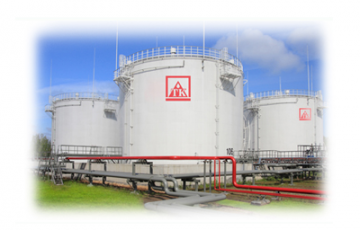
Нефтебаза ПТК

Собрание акционеров принимает решение о консолидации ЗАО «Петербургская топливная компания» с другими участниками топливного рынка Санкт-Петербурга (в частности компании «Петроснаб») и создании на базе ЗАО топливной структуры холдингового типа. Общее количество автозаправочных станций ПТК после данного слияния составило более 90. Летом 1998 года у компании «Сургутнефтегаз» была куплена нефтебаза «Ручьи».
30 мая 2001 года в Ивангороде на границе с Эстонией открылся первый приграничный автозаправочный комплекс Петербургской топливной компании. 25 октября 2001 года компания открыла свою первую фирменную зарубежную АЗС в Таллине, где также начала реализовать фирменное топливо ПТК «ЕВРО».
В 2002 году сеть АЗС ПТК появились в приграничных пунктах у Латвии и Белоруссии. А в декабре 2002 года компания приобрела псковского розничного оператора, эксплуатирующего 7 АЗС в Пскове и Псковской области.
В феврале 2002 года крупный пакет акций ЗАО «Петербургская топливная компания» приобретает ЗАО АКБ «Петербургский городской банк», который в совокупности владеет 34,02 % пакетом акций. Именно с 2002 года начинается процесс консолидации 100 % пакета акций компании у ПГБ с постепенной сменой владельцев компании. Уже в 2003 году ПГБ выкупил долю КУГИ в акционерном капитале, сконцентрировав в своих руках 77,5 % акций. Основными фактическими бенефициарами компании были супруги Андрей и Ольга Голубевы.
В 2005 году было создано ООО «Петербургская транспортная компания». Выиграв в
городском конкурсе на пассажирские перевозки все лоты, на которые претендовала,
ПТК вошла в тройку крупнейших коммерческих транспортных перевозчиков Санкт-Петербурга. До 1 апреля на городские улицы вышло до 800 новых автобусов ПТК.
В 2006 году сеть АЗС ПТК значительно выросла за счет покупки 17 АЗС в Новгороде и Новгородской области. В 2007 году была введена в эксплуатацию первая в Великом Новгороде и Новгородской
области полностью автоматическая АЗС.

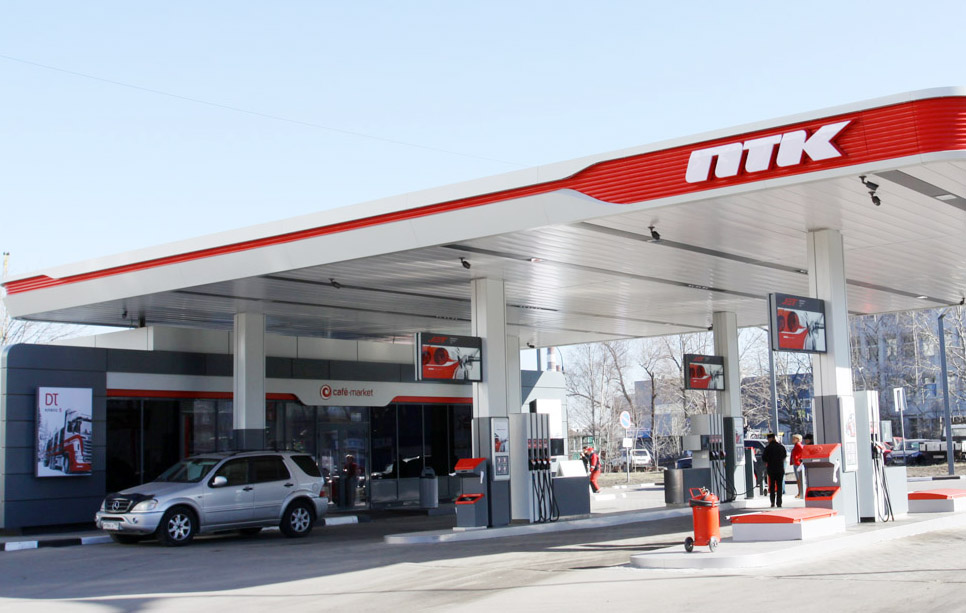
АЗС ПТК

Весной 2008 года ПГБ выкупает 21,9 % акций ПТК у ООО «Промтрейд» и становится практически полным владельцем Петербургской топливной компании.
Помимо активного развития карточных технологий реализации нефтепродуктов на АЗС, которые ПТК начала использовать ранее, на этом этапе компания начала внедрять online-технологии заказа топлива через собственный сайт (зарегистрированным пользователям предоставляется возможность взять управление услугами ПТК под собственный контроль), а также системы позволяющие контролировать расход топлива (ГСМ-online, ГСМ-Информ, ПоТоК, ОРПАК и другие).
В 2009 году Петербургская топливная компания вышла на топливный рынок Твери. В городе начала работать первая АЗС ПТК. В 2010 году открывается первая АЗС ПТК в Республике Карелия (г. Петрозаводск).[значимость факта?]
По информации «Фонтанки», в июне 2014 года ЗАО «Петербургская топливная компания» завершило процедуру смены собственников. Андрей и Ольга Голубевы, которые через ООО «Транссервис» владели 99,45 % акций ЗАО «ПТК», выкупили 0,55 % акций у ООО «Вита-Х». Таким образом, Голубевы стали единственными владельцами ПТК.
В 2014 году начинает менять внешний вид АЗС, работающих под брендом ПТК.
13 октября 2014 г. ЗАО «Петербургская топливная компания» становится акционерным обществом, в связи с вступлением в силу с 1 сентября 2014 г. Федерального закона № 99-ФЗ от 5 мая 2014 г. «О внесении изменений в главу четвертую части первой Гражданского кодекса Российской Федерации и о признании утратившими силу отдельных положений законодательных актов Российской Федерации».
В октябре 2015 года ООО «ПТК-Сервис» было реорганизовано путём присоединения к нему ООО «ПТК-Холдинг» (образовано путём реорганизации ЗАО «ПТК»). В результате обновленная структура, эксплуатирующая около 150 АЗС, работающих под брендом ПТК, стала называться ООО «ПТК».
В августе 2015 года 50 АЗС ПТК прошли ребрендинг. Закончена модернизация нефтебазы Ручьи, её мощность увеличена до 90 000 м³.
В 2016 году ПТК интегрировала систему оплаты топлива в приложение Сбербанк Онл@йн для владельцев топливных карт (частных автомобилистов).[значимость факта?]
В марте 2016 года завершилось строительство и ввод в эксплуатацию нового здания Испытательной лаборатории топлив ООО «ПТК-Терминал» на нефтебазе «Ручьи». Общая площадь нового строения — более 500 кв. м. Проект лаборатории разработан с учетом требований международных и национальных стандартов в области испытаний нефтепродуктов, норм и правил промышленной безопасности и охраны труда.[значимость факта?]
Компания «ПТК-Терминал» аккредитована Банком России в качестве оператора товарных поставок на организованном рынке нефтепродуктов биржевой площадки СПбМТСБ. Часть мощностей одной из крупнейших нефтебаз северо-западного региона России «Ручьи», которую эксплуатирует «ПТК-Терминал», выделена под обеспечение биржевых торгов.[значимость факта?]
В рамках ребрендинга бензовозы ПТК также были оформлены в новом фирменном стиле. В 2017 году появились «именные» бензовозы, по аналогии с автобусами в Петербургской транспортной компании. Бензовозы ПТК носят имена великих ученых и изобретателей — Менделеева, Нобеля, Дизеля, Тринклера, Фарадея, Шухова и Губкина. Обновленные АЗС ПТК также имеют собственные названия, связанные с географией расположения станций: «Любань», «Московское шоссе», «На Рощинской» и др.[значимость факта?]
Ежегодно с 2014 года на нефтебазе ПТК «Ручьи» проводится общегородской конкурс профессионального водительского мастерства для водителей бензовозов среди крупнейших перевозчиков нефтепродуктов в Северо-Западном регионе РФ. В 2018 году в конкурсе приняли участие 12 водителей бензовозов, представляющих ПТК, Газпромнефть-Транспорт, НОВАТЭК и Транс Трейд.
В 2017 году ПТК запускает свое собственное мобильное приложение, которое предоставляет автомобилистам возможность заправляться самостоятельно у ТРК (топливораздаточная колонка), без оператора.

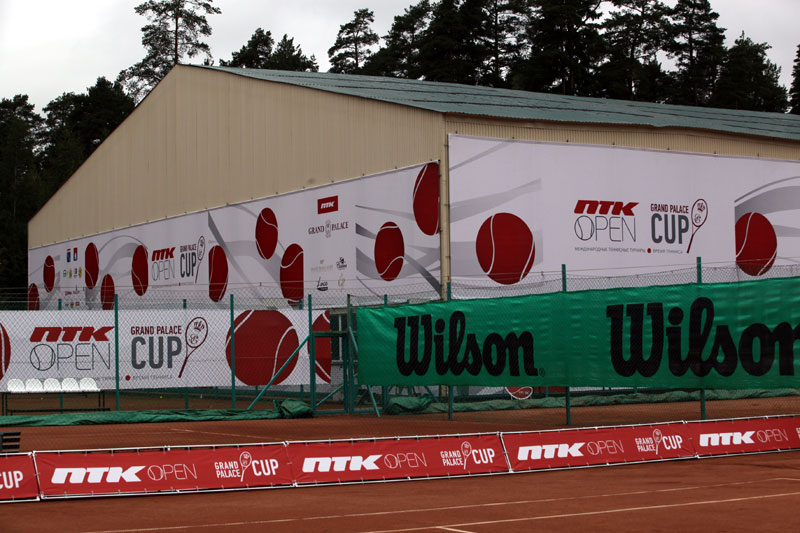

### Непрофильная деятельность
В 2014 году ПТК открыла для себя новое направление — под эгидой Международной федерации тенниса (ITF), при поддержке Администрации Ленинградской области, на базе Всеволожской детской теннисной академии ПТК впервые организовала Международные теннисные турниры ПТК Open и Grand Palace Cup. В 2015 году теннисные турниры состоялись уже во второй раз и вновь прошли с большим успехом, собрав большое количество спортсменов и зрителей. Кроме того, в 2015 году ПТК стала стратегическим партнером на срок 3 года Международного теннисного турнира SPb Open.
В 2016 году турниры ПТК Open и Grand Palace Cup покинули Всеволожск, прописавшись в ТК «Динамо» в Санкт-Петербурге, призовой фонд на новом месте вырос до 25 тысяч долларов.

### Слияние с «Роснефтью»
30 июля 2019 года все четыре связанные с ПТК компании — ООО «Петербургская топливная компания», ООО «ПТК-Терминал», ООО «Гатчинская нефтяная компания» и ООО «Транс-Тайм» перешли под контроль дочерних структур ПАО НК «Роснефть» (ООО «РН-Региональные Продажи»). 21 октября 2021 года эти компании были ликвидированы, их правопреемником является ООО «РН-Северо-Запад».
В 2019—2020 годах все АЗС были ребрендированы и стали работать под брендом «Роснефть». 

## Собственники и руководство
100% акций компании в июле 2019 года были выкуплены российской государственной компанией «Роснефть». До этого бенефициарами компании являлись супруги Андрей Владимирович и Ольга Ивановна Голубевы. В октябре 2016 года пара вошла в рейтинг миллиардеров «Самые богатые люди Петербурга», заняв в нем 7 место. «Деловой Петербург» оценил их состояние в 75 млрд рублей против 60 млрд в 2015 году. Как и ранее, «ДП» оценивал не личное состояние бизнесменов, а стоимость их активов.
В 1998—2000 годах вице-президентом ПТК являлся лидер Тамбовской ОПГ Владимир Кумарин (Барсуков). По заявлению Юрия Антонова, Кумарин ушёл из ПТК в 2002 году, однако многие СМИ называли его фактическим владельцем компании.
В 1997—1998 годах генеральным директором и вице-президентом ПТК являлся председатель кооператива «Озеро» Владимир Смирнов, в 1999—2000 годах он возглавлял совет директоров и являлся президентом компании.
В 2004—2019 годах (до покупки «Роснефтью») президентом и председателем совета директоров ПТК являлся Юрий Антонов (входил в совет директоров компании как минимум с 2000 года, в 2002—2004 годах являлся вице-президентом), генеральным директором, а после 2015 года — вице-президентом был Андрей Михеев. В 2017—2019 годах генеральным директором был Игорь Поворознюк.
В октябре 2016 года Юрий Антонов получил Знак отличия «За заслуги перед Санкт-Петербургом».

## Деятельность
Под торговой маркой ПТК работала крупная сеть АЗС — около 150 автозаправочных станций (большинство расположено в Северо-Западном федеральном округе), из которых в Санкт-Петербурге располагались более 80 АЗС, в Ленинградской области — около 30 АЗС, в Новгороде и Новгородской области — 17 АЗС, Пскове и Псковской области — 10 АЗС; 2 АЗС действовали в Эстонии.
Топливо на все АЗС ПТК поступали с дочернего предприятия нефтяной компании «Сургутнефтегаз» — Киришского нефтеперерабатывающего завода. На АЗС ПТК реализуются бензины и дизельное топливо экологического класса К5.
В октябре 2016 года стало известно, что генеральное соглашение о стратегическом партнерстве между ОАО «Сургутнефтегаз» и ООО «ПТК-Терминал» продлено еще на 5 лет, до 2022 года.
ПТК эксплуатировала три нефтебазы — «Ручьи», «Красный нефтяник» и «Чудово». Возможности единовременного хранения нефтебазы «Ручьи» составляют 90 000 м³, она является крупнейшей нефтебазой Северо-Западного региона.
В структуру ПТК также входила Петербургская транспортная компания, которая владеет парком из более 500 автобусов, выполняющих автобусные социальные и коммерческие перевозки пассажиров по Северо-Западному региону.
ПТК вела активную партнерскую деятельность. В 2015 году компания стала генеральным партнером выставки «Мир Автомобиля», партнером автофестиваля «Крутящий момент». В апреле 2015 года ПТК приняла активное участие в мотосалоне IMIS-2015, организовав стилизованный совместный стенд с St.Petersburg Harley Days и призы для гостей мероприятия.
В 2015 году ПТК стала стратегическим партнером на срок 3 года Международного теннисного турнира SPb Open.[значимость факта?]

### Показатели деятельности
Выручка компании за 2010 год составила 16,9 млрд рублей, она заняла 136 место в рейтинге Forbes Russia «200 крупнейших непубличных компаний России — 2011».
Выручка компании за 2012 год составила 34,5 млрд рублей.
По итогам деятельности в 2013 году ПТК заняла 136 место в рейтинге «200 крупнейших компаний России», 203 место в рейтинге крупнейших компаний России по объему реализации продукции «Эксперт РА». Выручка за 2013 год составила 39,9 млрд руб.
Выручка компании за 2014 год составила 43,9 млрд рублей.
По итогам деятельности в 2014 году ПТК заняла 140 место в рейтинге Forbes «200 крупнейших частных компаний России», увеличив выручку на 4 млрд рублей по сравнению с прошлым годом.
Выручка компании за 2015 год составила 45,2 млрд рублей.
По итогам деятельности в 2015 году ПТК заняла 154 место в рейтинге Forbes «200 крупнейших частных компаний России».
Также ПТК стала участником рейтинга крупнейших компаний России «RAEX-600», подготовленного рейтинговым агентством Эксперт РА, заняв в нем 221 место.